# Rimbez-et-Baudiets
Rimbez-et-Baudiets is een gemeente in het Franse departement Landes (regio Nouvelle-Aquitaine) en telt 98 inwoners (2009). De plaats maakt deel uit van het arrondissement Mont-de-Marsan.

## Geografie
De oppervlakte van Rimbez-et-Baudiets bedraagt 39,5 km², de bevolkingsdichtheid is dus 2,5 inwoners per km².
De onderstaande kaart toont de ligging van Rimbez-et-Baudiets met de belangrijkste infrastructuur en aangrenzende gemeenten.

## Demografie
Onderstaande figuur toont het verloop van het inwonertal (bron: INSEE-tellingen).